# العكمة (ملحان)

تعديل مصدري - تعديل

العكمة هي إحدى قرى عزلة جبع بمديرية ملحان التابعة لمحافظة المحويت، بلغ تعداد سكانها 0 نسمة حسب تعداد اليمن لعام 2004.